# 土耳其工人党
土耳其工人党（土耳其語：Türkiye İşçi Partisi，缩写为TİP）是土耳其的一个已不存在的社会主义政党。该党成立于1961年，由一些工会会员建立。在1965年土耳其大选中，该党赢得14个土耳其大国民议会席位，从而成为第一个进入土耳其议会的社会主义政党。在1971年土耳其政变和1980年土耳其政变中，该党两度被当局禁止活动，但该党都转入地下继续运作。1987年10月8日，该党和土耳其共产党在比利时布鲁塞尔合并为土耳其联合共产党。